# Marentič
Marentič je priimek več znanih Slovencev:
- Barica Marentič Požarnik (*1940), pedagoška psihologinja, univ. profesorica
- Daniel Marentič (*1978), telovadec
- Igor Marentič (*1967), župan Postojne
- Janez Marentič (1910—1942), agronom, politični aktivist
- Matic Marentič (*1994), pevec
- Vera Marentič Novak (r. Šlebinger) (1911-2010)?, agronomka